# Paso de Rohan
El Paso de Rohan es el más importante y estratégico paso que une las tierras al Este y al oeste de las Montañas Nubladas, a través de la principal vía de comunicación del noroeste de la Tierra Media: el camino númenóreano que comunica Arnor con Gondor. Con más de 20 millas de ancho, se ubica entre el extremo sur de las Montañas Nubladas y el noroeste de las Ered Nimrais. Desde Isengard hasta unas, aproximadamente, diez millas es cruzado por el Río Isen de norte a sur, hasta que éste describe una profunda curva hacia el oeste. A finales de la Tercera Edad del Sol el paso pertenecía al Folde Oeste del reino de Rohan
La tierra que ahora Rohan ocupaba, era antiguamente conocida como Calenardhon, por esto el paso era conocido como el Paso de Calenardhon. El triángulo formado por los ríos Isen y Adorn y las Montañas Blancas es el territorio en disputa entre los rohirrim y los dunlendinos.
El acceso al Paso era controlado por la fortaleza de Angrenost, o Isengard que en el último tercio de la T. E. era controlada por Saruman.
Históricamente el Paso tuvo una importancia estratégica sin igual. Por su amplitud era el único por el que un ejército podía acceder a ambos lados de las Montañas Nubladas. 
El ejército de Sauron lo cruzó cuando en la Segunda Edad sitió Eriador y destruyó el Reino de Eregion. 
En la Tercera Edad los dunlendinos lo cruzaron para atacar Edoras obligando a Helm a refugiarse en Cuernavilla. 
En sus tierras se libraron las dos Batallas de los Vados del Isen. Allí murió Théodred, hijo y heredero del Rey Théoden.
Durante la Guerra del Anillo, Boromir lo cruzó en su viaje a Rivendel. La Comunidad del Anillo decidió no pasar por el Paso, ya que sabía que Saruman se había aliado con Sauron, y por esto decidió pasar por Moria. Por estar controlado desde Isengard, a través de los dunlendinos que poco a poco fueron ocupándolo, Saruman pudo enviar el enorme ejército que sitió el Abismo de Helm.
- Datos: Q2918364